# Sharma Bittu
Sharma Bittu (15 de junio de 1975) es una deportista india que compitió en judo. Ganó una medalla de bronce en el Campeonato Asiático de Judo de 1997 en la categoría de +72 kg.

## Palmarés internacional
| Campeonato Asiático | Campeonato Asiático | Campeonato Asiático | Campeonato Asiático |
| Año                 | Lugar               | Medalla             | Categoría           |
| ------------------- | ------------------- | ------------------- | ------------------- |
| 1997                | Manila (Filipinas)  | Medalla de bronce   | +72 kg              |